# Bahnhof Wemmetsweiler
Der Bahnhof Wemmetsweiler ist ein Betriebsbahnhof in Wemmetsweiler, einem Ortsteil von Merchweiler im Saarland. Der Eisenbahnknotenpunkt war bis 2006 auch ein Personenbahnhof.

## Geschichte
1876 wurde Wemmetsweiler mit dem Bau der Fischbachtalbahn Bahnstation, die feierliche Eröffnung der Strecke von Saarbrücken über Brefeld und Wemmetsweiler nach Neunkirchen (Saar) fand jedoch erst am 15. Oktober 1879 statt. Nach dem zweigleisigen Ausbau dieser Strecke im Jahre 1892 und dem Bau der Primstalbahn nach Lebach am 15. Mai 1897 wurde der Bahnhof Wemmetsweiler Trennungsbahnhof.
1965 wurde die Fischbachtalbahn elektrifiziert.
Da der Personenverkehr der Fischbachtalbahn seit langem mehr auf Lebach als auf Neunkirchen ausgerichtet war, mussten die Personenzüge in Wemmetsweiler immer einen Fahrtrichtungswechsel vornehmen. Um dies zu ändern, plante man bereits in den 1990er Jahren eine Verbindungskurve. Im April 2003 wurde mit dem Bau der als Wemmetsweiler Kurve bezeichneten eingleisigen Verbindungskurve westlich des Bahnhofs Wemmetsweiler begonnen, gleichzeitig wurde der Streckenabschnitt zwischen der Zusammenführung der Verbindungskurve mit der Primstalbahn und dem Bahnhof Illingen zweigleisig ausgebaut und das nordöstliche der beiden Gleise elektrifiziert. Die neue Streckenführung wurde im Februar 2004 eingeweiht. In der Folge wurde die Verknüpfung der beiden Strecken vom Bahnhof Wemmetsweiler zum Bahnhof Illingen verlegt.

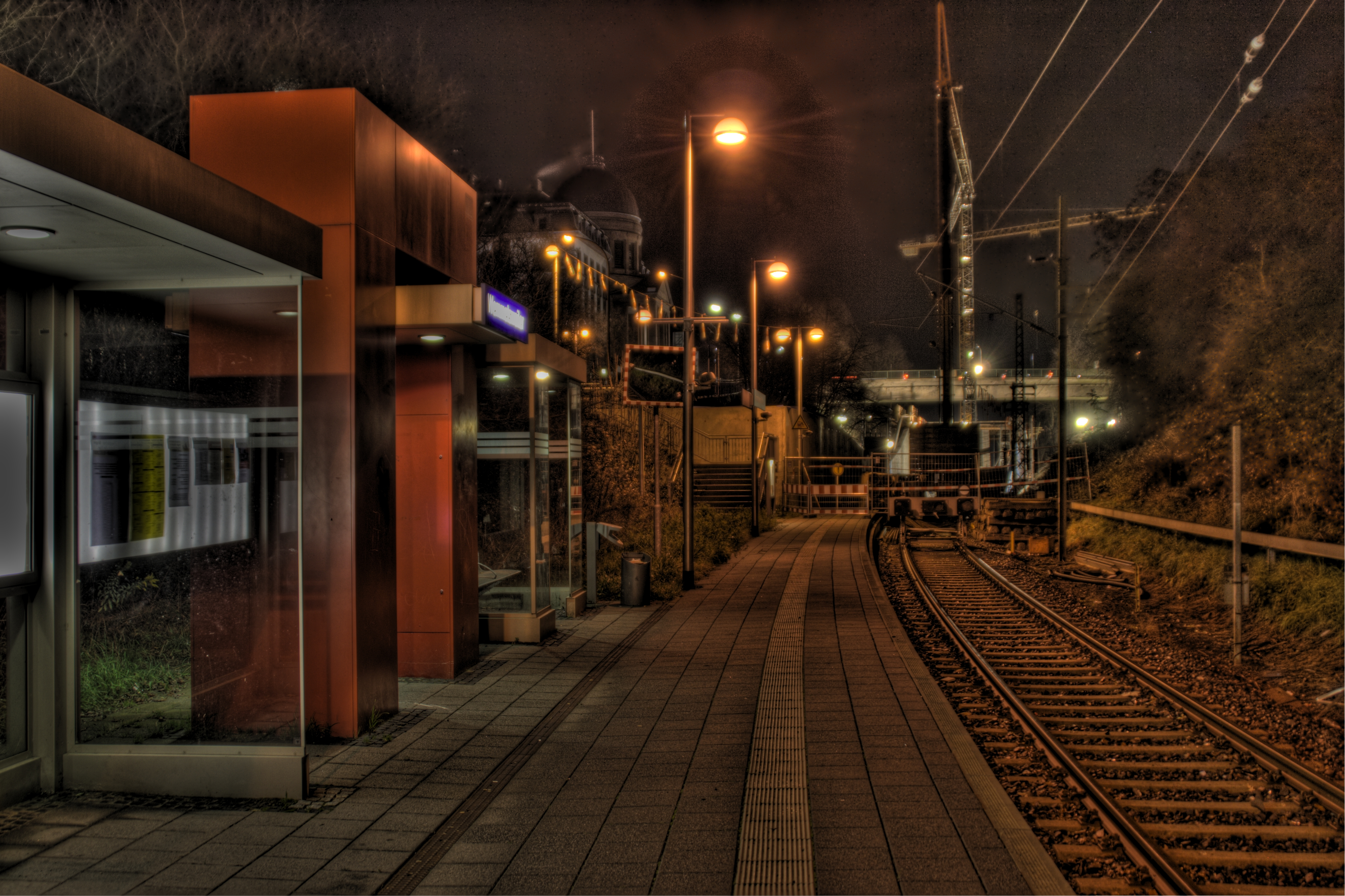
Der Haltepunkt Wemmetsweiler Rathaus ersetzte den früheren Bahnhof Wemmetsweiler.

Im Jahr 2006 ersetzte der näher am Ortskern, am östlichen Bahnhofskopf neu gebaute Haltepunkt Wemmetsweiler Rathaus die Zugangsstelle des bisherigen Bahnhofes, der seitdem im Personenverkehr nicht mehr bedient wird. Der Bahnsteig des Haltepunkts befindet sich auf der Trasse des bisherigen nördlichen Gleises Neunkirchen-Wemmetsweiler; die Strecke ist in diesem Bereich nur noch eingleisig. Der Haltepunkt wird oft nur als Wemmetsweiler bezeichnet. Betrieblich ist der Haltepunkt ein Bahnhofsteil des Bahnhofes Wemmetsweiler. Er wird nur von den Zügen der Fischbachtalbahn Homburg–Neunkirchen–Illingen (RB 74) und den wenigen durchgehenden Zügen Homburg–Neunkirchen–Wemmetsweiler–Saarbrücken (RB 76) angefahren.
Am 30. November 2009 wurde auf dem Streckenabschnitt Wemmetsweiler–Lebach das „ESTW Wemmetsweiler“ in Betrieb genommen, welches vom Stellwerk „Wf“ im Bahnhof Wemmetsweiler aus bedient wird.
Zum Bahnhof Wemmetsweiler gehören betrieblich, neben Wemmetsweiler selbst, der Haltepunkt Wemmetsweiler Rathaus, der Bahnhofsteil Merchweiler, der Haltepunkt Gennweiler und der Bahnhofsteil Illingen, welche alle durch das Stellwerk „Wf“ bedient werden.